# 溶媒抽出法

水と油のように互いに分離する性質を持つ溶媒では、油溶性の成分と、水溶性の成分が分離して溶けるため、分離後にいずれかの溶媒だけを移し替えて蒸発させることで目的とする成分を残すことができる。このような形状をした分液漏斗は、下層の溶液を取り出すための蛇口がついた器具である。

溶媒抽出法（ようばいちゅうしゅつほう、Solvent Extraction Method）または液液抽出（Liquid–liquid extraction）は、水と油のように互いに混じり合わない二液間における溶質の分配（どちらに溶けやすいか）を利用した分離・濃縮方法である。抽出方法のひとつ。分離工学の一つである。

## 概要
古典的な手法であり、有機化学にも無機化学にも応用可能で、小スケールの実験室から大規模な工業にも幅広く利用される。
実際の利用例では、食用油、食用香料、DNA、レアメタル、ウラン等の濃縮・精製・抽出と、人間の生活には無くてはならない技術である。

## 溶媒

綺麗に分離しない手に負えないエマルションの形成を防ぐには、非常に静かに振る。対策は抽出#エマルションにて。

一般に対となる一方の層は水であり、水と混ざらない溶媒を選択する。
理想的な溶媒は、目的とするものをよく溶かし、反応を起こさず、除去しやすく、安価で、燃焼性、毒性がないものである。
ジエチルエーテル（エーテル）は、炭化水素や含酸素化合物をよく溶かし、揮発性も高いため低温のまま除去しやすく広く使われているが、極めて燃えやすく、酸化された過酸化エーテルは爆発の危険性さえある。
この点、メチルtert-ブチルエーテル（MTBE、あるいはtert-ブチルエーテル）は、可燃性物質なので注意深く扱う必要はあるが、過酸化エーテルのような脅威はない。
水やエタノールのように水酸基があれば極性の化合物を溶かし、ヘキサンのような炭化水素の溶媒は炭化水素や非極性の化合物を溶かす。

## 手法

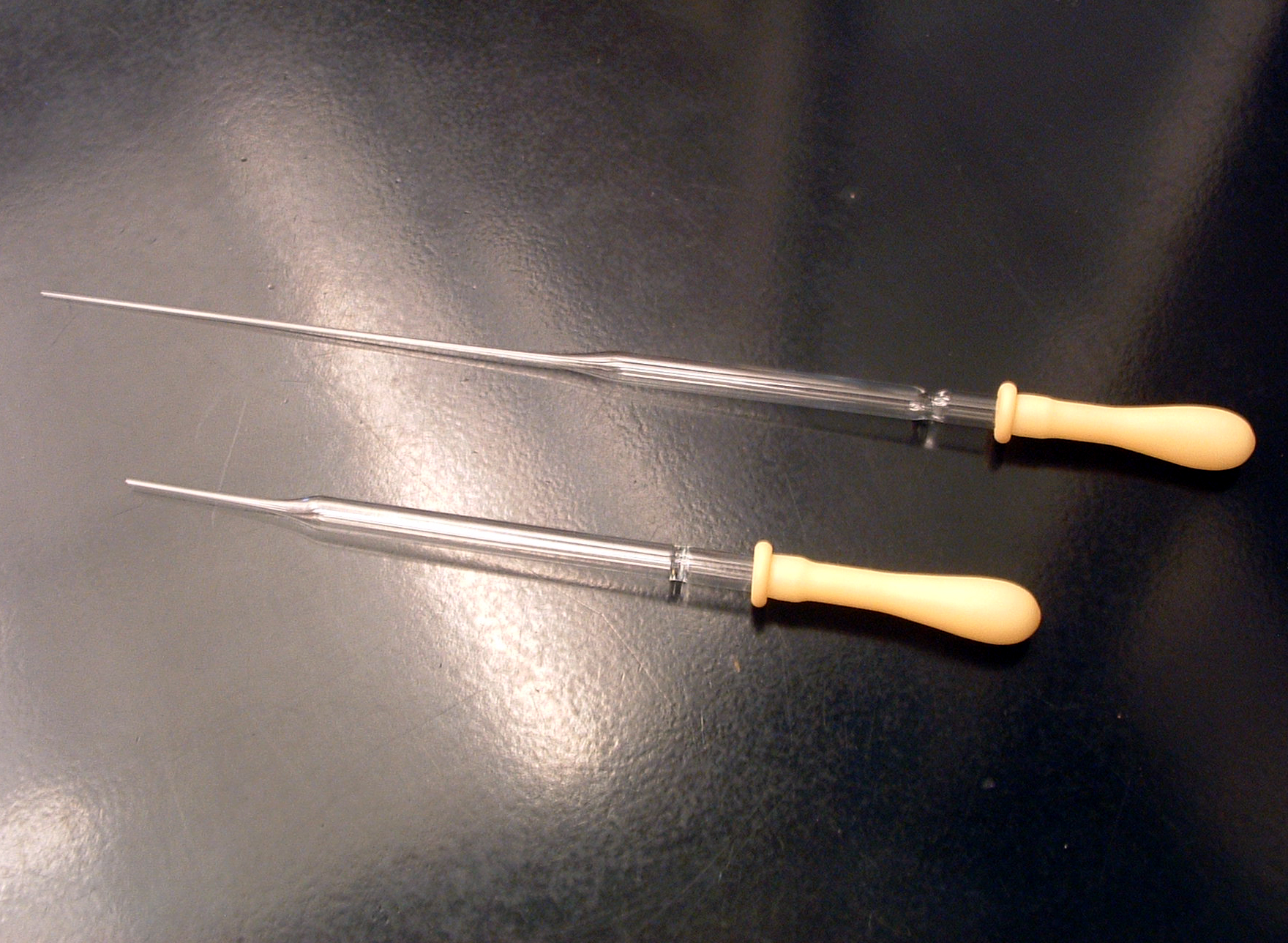
ピペットは、上層・下層のどちらの溶液も吸い取ることができる。

分配係数を用い、キレート試薬などを利用して、水相から有機相へ移行させ、分離抽出を行う。

実際の手法には、主に化学室などで使われる分液漏斗を使ったバッチ式単段抽出、工業的な向流多段抽出プロセス、ミキサセトラ、遠心抽出機等のほか様々な方法で利用されている。
試料中の微量金属イオンに錯体を形成させて有機層中に抽出することにより、抽出液を直接分析機器で測定できる利点がある。